# Air-Canada-Flug 759

Diagramm der Landebahn 28R und der Rollbahn C am Flughafen San Francisco. Der Air-Canada-Flug 759 verwechselte die Landebahn 28R (weiß gestrichelte Line) mit der Rollbahn C (blau gepunktete Linie).

Air-Canada-Flug 759 (Flugnummer AC759) war ein internationaler Linienflug zwischen Toronto und San Francisco, bei dem am 7. Juli 2017 ein Airbus A320-211 in einen Beinahunfall involviert war. Beim Landeanflug in San Francisco erhielten die Piloten durch die Flugsicherung die Landefreigabe für die Landebahn 28R, peilten jedoch fälschlicherweise die parallel zur Landebahn verlaufende Rollbahn an, auf welcher vier vollbeladene Passagierflugzeuge auf ihre Startfreigabe warteten. Die Flugbesatzung initiierte in einer Höhe von 26 Metern (85 ft) ein Durchstartmanöver und konnte danach ohne weiteren Zwischenfall landen. Die auf der Rollbahn wartenden Flugzeuge konnten ebenfalls ohne Probleme starten.
Obwohl ein derartiger Vorfall nicht zwingend eine Untersuchung erfordert, entschied sich das National Transportation Safety Board (NTSB) aufgrund des potentiellen Ausmaßes dennoch für eine Untersuchung. Der darauffolgende Bericht durch das NTSB kam zu dem Schluss, dass das Air-Canada-Flugzeug bis auf eine Flughöhe von 18 Meter über dem Boden sank. Gemäß dem Bericht verwechselte die Flugbesatzung die Landebahn mit der Rollbahn, unter anderem wegen Übermüdung der Piloten und unklarer Befeuerung der Landebahnen. Der Vorfall sorgte international für Aufsehen, da es sich im Falle einer Kollision von maximal insgesamt fünf Flugzeugen und über 1000 Passagieren um den potentiell schwersten Unfall der Luftfahrtgeschichte gehandelt hätte.

## Verlauf
Um 23:46 Uhr erhielt Air-Canada-Flug 759 die Erlaubnis, auf der Landebahn 28R des SFO zu landen. Die parallel dazu verlaufende Landebahn 28L war wegen Bauarbeiten geschlossen und nicht beleuchtet. Die beiden Piloten verwechselten die Landebahn 28R mit der Landebahn 28L und hielten deshalb die Rollbahn C für die Landebahn 28R und peilten deswegen die Rollbahn C zur Landung an, wie sie später aussagten.
Auf der Rollbahn C standen bereits vier Flugzeuge, die auf ihre Starterlaubnis warteten, drei von United Airlines und eines von Philippine Airlines. Um 23:55:46 Uhr erkannte ein Pilot der AC759 aus 1,1 km die Positionslichter der wartenden Flugzeuge und fragte die Flugsicherung über Funk, ob er wirklich zur Landung freigegeben sei, was diese bestätigte. Als das Flugzeug noch 480 Meter von der Landebahn entfernt war, schalteten die Piloten des sich auf der Rollbahn befindenden Philippine-Airlines-Fluges 115 (PAL115) die Landescheinwerfer an, um auf sich aufmerksam zu machen. Um 23:56:01 Uhr unterbrach ein Pilot des United-Airlines-Flug 1 (UAL1) den Funkverkehr und fragte: „Wo fliegt der Typ hin? Er ist auf der Rollbahn!“ („Where is this guy going? He’s on the taxiway!“) Die Besatzung von Air-Canada 759 startete direkt danach das Durchstartmanöver, noch kurz bevor sie von der Flugsicherung dazu aufgefordert wurde.
Während des Anfluges sank der Air-Canada-Airbus bis auf eine Flughöhe von 18 Meter, wobei die kürzeste Entfernung zu dem überflogenen zweiten wartenden Flugzeug nur 4,3 Meter betrug. Beim erneuten Anflug konnte der Airbus sicher landen.
Während des Vorfalls war nur ein einziger Fluglotse im Tower, obwohl normalerweise immer zwei Lotsen anwesend sind.

## Involvierte Flugzeuge
| Fluggesellschaft    | Flugnummer | Flugzeugtyp      | Passagiere | Kennzeichen | Abflughafen   | Zielflughafen |
| ------------------- | ---------- | ---------------- | ---------- | ----------- | ------------- | ------------- |
| Air Canada          | AC 759     | Airbus A320-200  | 140        | C-FKCK      | Toronto       | San Francisco |
| United Airlines     | UAL 1      | Boeing 787-9     | 252        | N29961      | San Francisco | Singapur      |
| United Airlines     | UAL 863    | Boeing 787-9     | 252        | N13954      | San Francisco | Sydney        |
| United Airlines     | UAL 1118   | Boeing 737-900ER | 177        | N62895      | San Francisco | Cancún        |
| Philippine Airlines | PAL 115    | Airbus A340-300  | 264        | RP-C3441    | San Francisco | Manila        |
| Insgesamt           | Insgesamt  | Insgesamt        | 1091       |             |               |               |